# Mallorca Open 2016
Il Mallorca Open 2016 è stato un torneo femminile di tennis giocato sui campi in erba. È stata la prima edizione del torneo che fa parte della categoria International nell'ambito del WTA Tour 2016. Si è giocato al Santa Ponsa Tennis Club di Maiorca, in Spagna, dal 13 al 19 giugno 2016.

## Partecipanti

### Teste di serie
| Nazionalità | Giocatrice          | Ranking* | Testa di serie |
| ----------- | ------------------- | -------- | -------------- |
| Spagna      | Garbiñe Muguruza    | 2        | 1              |
| Serbia      | Jelena Janković     | 24       | 2              |
| Serbia      | Ana Ivanović        | 25       | 3              |
| Francia     | Kristina Mladenovic | 32       | 4              |
| Kazakistan  | Julija Putinceva    | 35       | 5              |
| Francia     | Caroline Garcia     | 38       | 6              |
| Germania    | Laura Siegemund     | 42       | 7              |
| Canada      | Eugenie Bouchard    | 46       | 8              |

* Ranking al 6 giugno 2016.

### Altre partecipanti
Le seguenti giocatrici hanno ricevuto una Wild card:
- Paula Badosa Gibert
- Daniela Hantuchová
- Sara Sorribes Tormo

Le seguenti giocatrici sono passate dalle qualificazioni:

- Ana Bogdan
- Verónica Cepede Royg
- Sorana Cîrstea
- Elise Mertens

## Campionesse

### Singolare
Caroline Garcia ha sconfitto in finale  Anastasija Sevastova con il punteggio di 6-3, 6-4.
- È il terzo titolo in carriera per Garcia, secondo della stagione.

### Doppio
Gabriela Dabrowski /  María José Martínez Sánchez hanno sconfitto in finale  Anna-Lena Friedsam /  Laura Siegemund con il punteggio di 6-4, 6-2.